# Brigitte Franken
Brigitte Franken is een voetbalspeelster uit Nederland. Ze speelt als aanvaller voor NAC Breda.

## Clubcarrière
Franken begon met voetballen bij de lokale amateurclub RKSV Blauw-Zwart in Wassenaar. Na een tussenstop bij Graaf Willem II VAC maakte ze vervolgens de overstap naar jeugdacademie van ADO Den Haag, waar ze uitkwam voor Jong ADO Den Haag.
Franken voegde zich op 24 april 2024 bij de selectie van het nieuw opgerichte NAC Breda. Op 7 september 2024 maakte Franken als spits haar debuut voor NAC Breda in de Eerste divisie in een thuiswedstrijd tegen Jong Feyenoord in het Rat Verlegh Stadion. In een uitwedstrijd tegen Jong Fortuna Sittard op 23 september 2024 wist Franken haar eerste doelpunt voor de Bredanaars te maken. Franken wist in haar eerste halfjaar in Breda tienmaal tot scoren te komen.

## Statistieken
| Seizoen | Club      | Land      | Competitie     | Wedstrijden | Doelpunten |
| ------- | --------- | --------- | -------------- | ----------- | ---------- |
| 2024/25 | NAC Breda | Nederland | Eerste divisie | 19          | 17         |
| Totaal  | Totaal    | Totaal    | Totaal         | 19          | 17         |

Laatste update: 24 maart 2025
1 De Haan ·
2 Heshof ·
3 Van den Burg ·
4 Verhoef ·
5 F. Mol ·
6 Heijblom ·
7 Promes ·
8 Aurélio ·
9 Franken ·
10 Laamouz ·
11 Schneijderberg ·
12 Nguyen ·
14 Hendriks ·
15 Fertoute ·
16 Oussoren ·
17 De Blij ·
18 Meerding ·
19 Tabi ·
19 Warps ·
20 Versluijs ·
21 Cober ·
22 L. Mol ·
23 Van der Meulen ·
24 Goutier ·
25 Yetim ·
26 Zieleman ·
Coach: Mank